# Kartonnen koker

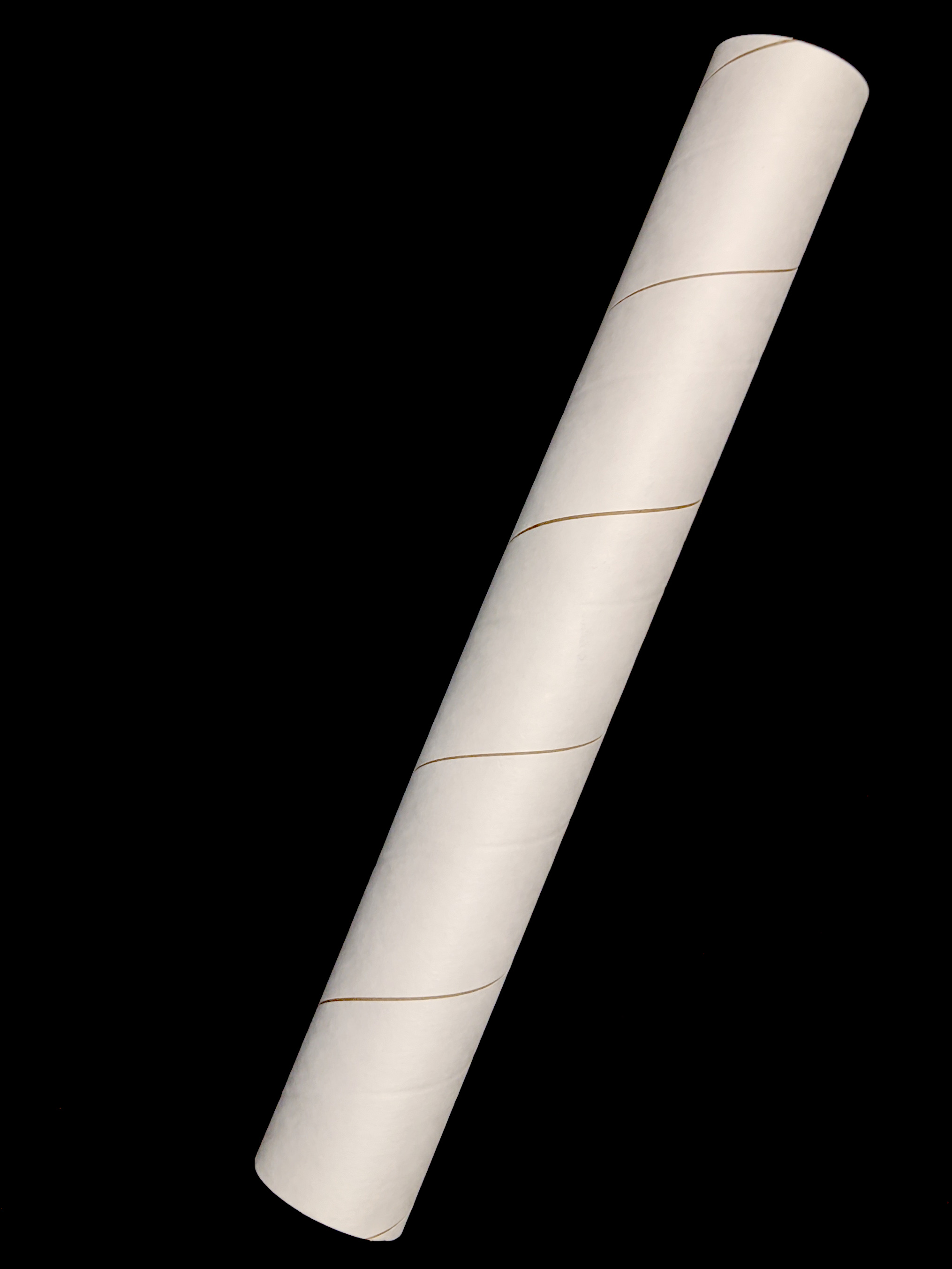
Kartonnen spiraalgewikkelde koker

Een kartonnen koker is een recht buisvormig object van een bepaalde lengte, diameter en wanddikte. 

## Kenmerken
Kokers worden  in hoofdzaak gebruikt om textiel, papier, folie, zelfklevende materialen of tapijt op te wikkelen. Tevens worden kokers als omhullende verpakking gebruikt voor bijvoorbeeld posters en diploma's, ter bescherming zijn de uiteinden dan afgesloten met een dop.
Een kartonnen koker heeft als grote voordeel goedkoper in grondstof te zijn dan kunststoffen of metalen kokers; ook zijn kartonnen kokers vriendelijker voor het milieu. Kunststoffen en metalen kokers hebben over het algemeen wel een langere levensduur dan kartonnen kokers en kunnen daardoor vaker hergebruikt worden.

## Soorten

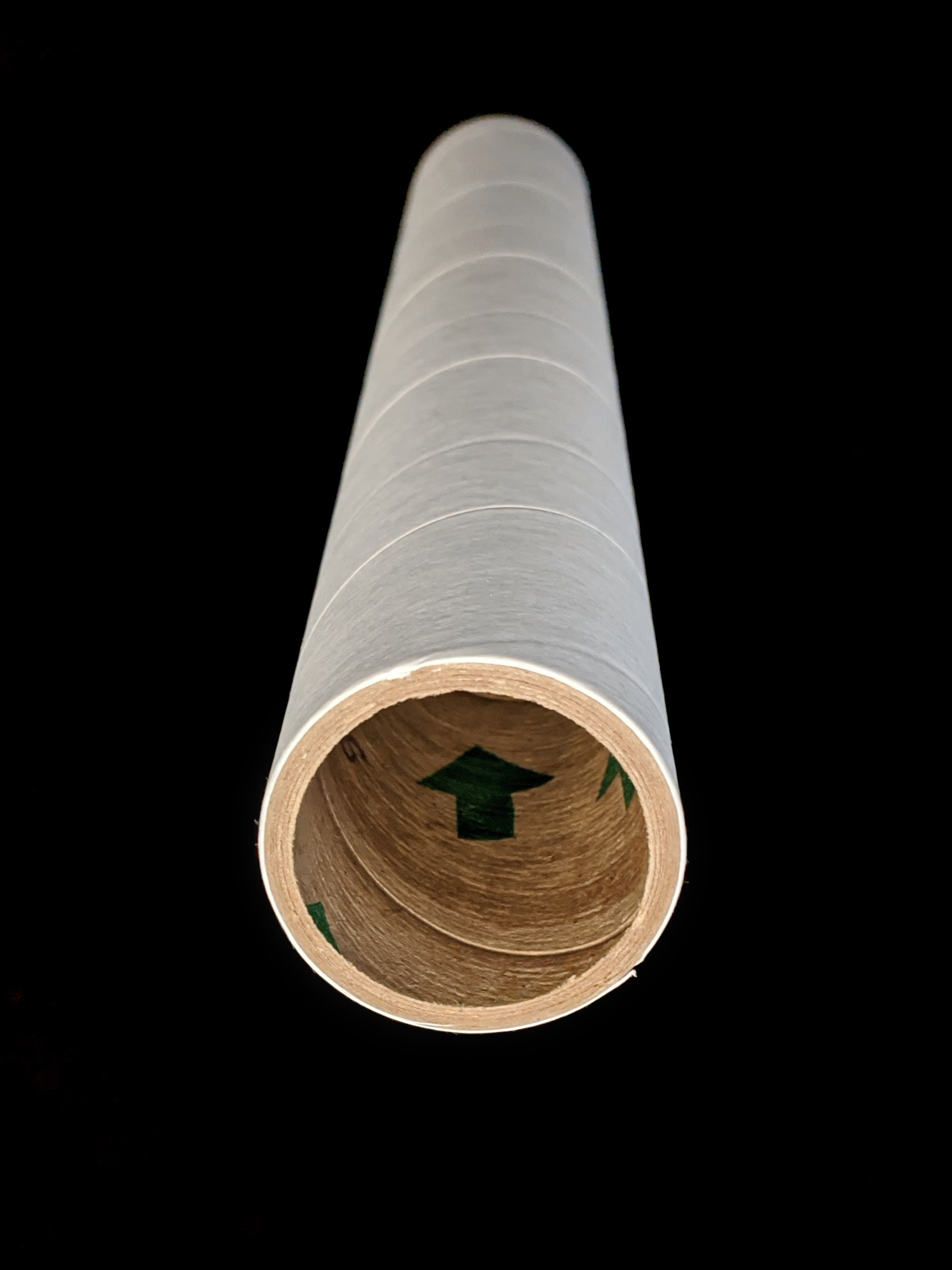
Binnenkant van een kartonnen spiraalgewikkelde koker

Er zijn twee soorten kokers te onderscheiden:
- De spiraalgewikkelde koker

Het proces voor spiraalgewikkelde kokers begint bij een aantal in rij geplaatste smalle rollen papier. Deze rollen worden door een wikkelmachine afgerold en de banen papier lopen boven elkaar door een cascade heen waar de lijm wordt aangebracht. De belijmde papierbanen komen bij elkaar en worden onder een schuine hoek op een stalen as gewikkeld. Doordat het onder een schuine hoek op de as gewikkeld wordt, ontstaat een spiraalgewikkelde kartonnen koker. De hoeveelheid rollen papier die ingezet bepalen de dikte van de kartonnen koker. De spiraalgewikkelde kartonnen koker wordt tot slot door een snijmachine op de gewenste lengte afgesneden.
- De rechtgewikkelde koker

Het proces voor rechtgewikkelde kokers bestaat al langer en is eigenlijk grotendeels overgenomen door het spiraalwikkelproces. Rechtgewikkelde kokers worden gewikkeld uit één brede rol papier. Deze rol wordt afgerold op een stalen as en belijmd totdat de gewenste dikte van de kartonnen koker is bereikt. Vervolgens wordt het papier doorgesneden, koker van de as gehaald, en de rol wordt weer afgerold op de as voor een nieuwe koker. 
Rechtgewikkelde kartonnen kokers hebben als voordeel dat ze tot een bijna oneindige dikte een koker kunnen wikkelen. De nadelen zijn echter dat ze beperkt zijn in hun lengte (afhankelijk van de breedte van de rol papier), en hun productieproces is langzamer dan het spiraalwikkelproces.

## Productie
De Eerste Nederlandse Rondkartonnagefabriek produceert sinds 1934 kartonnen kokers in Nederland. In dat jaar is het produceren van kartonnen kokers begonnen met het proces van rechtwikkelen. Begin jaren 60 heeft het spiraalwikkelen zijn intrede gedaan.